# Flammen & Citronen
Flammen & Citronen er en dansk drama/action-film fra 2008. Manuskriptet er skrevet af filmens instruktør Ole Christian Madsen, sammen med manuskriptforfatteren Lars K. Andersen. Filmen er baseret på virkelige hændelser og øjenvidneskildringer fra nogle af de personer, der har oplevet Bent Faurschou-Hviid (kendt under dæknavnet Flammen) og Jørgen Haagen Schmith (kendt som Citronen) på allernærmeste hold. Flammen og Citronen var blandt de meget aktive modstandsfolk i Danmark under 2. verdenskrig.
I filmen spilles de to legendariske modstandsfolk af Thure Lindhardt og Mads Mikkelsen. I de andre roller medvirkes der af skuespillerne Stine Stengade, Peter Mygind, Mille Lehfeldt, Flemming Enevold, Jesper Christensen, Malene Schwartz og Lars Mikkelsen, samt en række nye navne som Caspar Phillipson, Martin Greis og Thomas Voss. De tyske roller spilles bl.a. af Christian Berkel og Hanns Zischler.
Optagelserne til filmen fandt sted i Babelsberg studierne i Tyskland. Store dele af filmen blev også optaget på lokationer i København og Prag. Flammen og Citronen er en af de dyreste dansksprogede filmsatsninger nogensinde med et budget på mere end 46 millioner kroner. Den produceres af Lars Bredo Rahbek med Morten Kaufmann for Nimbus Film. I Danmark solgte filmen 673.000 biografbilletter, filmen havde biografpremiere i 13 lande. Filmen har af flere historikere fået kritik for ikke at være historisk korrekt.
I en af scenerne skildres attentatet på Tage Lerche.

## Handling
Filmen foregår i København i 1944 (fra maj til oktober måned) under 2. verdenskrig. Den største del af Danmarks befolkning er rastløse og bange, mens de håber på at krigen snart er forbi. Hovedpersonerne er modstandsfolkene Bent Faurschou-Hviid (Flammen) og Jørgen Haagen Schmith (Citronen) som i 1943 kom med i modstandsgruppen Holger Danske sammen med modstandsmanden Bent Høgsbro Østergaard (Gemüse). Ordrerne til deres aktioner videregives fra højere hold af politiadvokat Aksel Winther. Da Flammen beordres til at henrette sin kæreste, den smukke og gådefulde kurer Ketty, kommer han imidlertid i tvivl. Med en stigende dusør på sit eget hoved frygter han nu hverken at kunne stole på Ketty eller nogen anden. I kampen for landets frihed udvikler det hele sig til en svær og diffus situation, og ingen føler efterhånden at de kan stole på hinanden.

## Bog
Der vil udkomme en bog på TV2 Forlag med samme titel skrevet af Mikael Holbek Jensen. Bogen er skrevet over filmen.

## DVD og Blu-Ray
Der er to udgaver af Flammen og Citronen på DVD. Den ene indeholder en dvd, og den anden to dvd'er. Derudover er filmen også udgivet på Blu-Ray. Filmen udkom på DVD og Blu-Ray den 30/9 2008.

## Medvirkende
| Navn               | Rolle                |
| ------------------ | -------------------- |
| Thure Lindhardt    | Flammen              |
| Mads Mikkelsen     | Citronen             |
| Jesper Christensen | Flammens Far         |
| Stine Stengade     | Ketty Selmer         |
| Peter Mygind       | Aksel Winther        |
| Lars Mikkelsen     | Frode Jacobsen       |
| Rasmus Botoft      | Købmand              |
| Mille Lehfeldt     | Bodil                |
| Rasmus Bjerg       | Smalle               |
| Christian Berkel   | Gestapochef Hoffmann |

Aksel Winther-figuren er baseret på visumdirektør Vilhelm Leifer.